# 呉萊
呉 萊（ご らい、1297年 - 1340年）は、中国元代の文人・学者。字は立夫。

## 生涯
婺州浦江県の出身。集賢院大学士の呉直方の子として生まれる。4歳の時には母が口授する『孝経』・『論語』・『春秋穀梁伝』をすぐに暗唱できたという。7歳でよく詩作する。父の友人の方鳳が呉萊の学才を認め、知っている学問を全て授けた。呉萊の最初の名は「来鳳」だったのを、毛詩にある「北山有萊」の句によって「萊」と改めさせたのも方鳳であるという。延祐7年（1320年）に科挙の試験を受け礼部編修に推薦されたが参内はせずに引退し経書の研究に励んだ。至元3年（1337年）に監察御史がその博学と才能を評価して推薦し、饒州路浮梁県にある長薌書院（現在の江西省景徳鎮市昌江区）山長に任命されたが、赴任する前に没した。享年44。門人たちが淵穎先生と諡する。

## 著書
- 『尚書標説』6巻
- 『春秋世変図』2巻
- 『春秋伝授譜』
- 『古職官録』8巻
- 『孟子弟子列伝』2巻
- 『楚漢正声』2巻
- 『詩文集』60巻

## 日本について
元寇つまり元朝による日本侵攻と、その失敗の経験、およびそれ以降の倭寇（前期倭寇）の活動について、呉萊は著書である日本論「論倭」（『隣交徴書』二篇巻一所収）において、「今の倭奴は昔の倭奴とは同じではない。昔は至って弱いと雖も、なお敢えて中国の兵を拒まんとする。いわんや今は険を恃んで、その強さは、まさに昔の十倍に当たる。さきに慶元より航海して来たり、艨艟数千、戈矛剣戟、畢く具えている。（中略）その重貨を出し、公然と貿易する。その欲望を満たされなければ、城郭を燔して居民を略奪する。海道の兵は、猝かに対応できない。（中略）士気を喪い国体を弱めるのは、これより大きなことはない。しかし、その地を取っても国に益することはなく、またその人を掠しても兵を強めることはない」と述べ、日本征服は無益としている。